# Wien Kaiserebersdorf
Wien Kaiserebersdorf (niem: Haltestelle Wien Kaiserebersdorf) – przystanek kolejowy w Wiedniu, w Austrii. Znajduje się na Pressburger Bahn, w dzielnicy Simmering, bezpośrednio na granicy z sąsiednim Schwechat. Został zbudowany w latach 1994-2002 w ramach rozbudowy linii na dwutorową do lotniska Wiedeń-Schwechat. Zatrzymują się tutaj pociągi S-Bahn linii S7.

## Linie kolejowe
- Linia Pressburger Bahn